# Przemyśl
Przemyśl [ˈpʃɛmɨɕl] (ryska: Перемышль:Peremysjl, tyska: Premissel) är en stad i Nedre Karpaternas vojvodskap i sydöstra Polen. Przemyśl, som för första gången nämns i ett dokument från år 981, hade 63 638 invånare år 2013.
Staden var en viktig österrikisk-ungersk fästning under första världskriget. Här genomfördes den längsta belägringen under hela kriget, vilken varade i 133 dagar och där Ryssland avgick med seger. 
Staden var fram till 1918 en del av det habsburgska kronlandet, kungadömet Galicien och Lodomerien.
Harry Schein härstammade härifrån, eftersom hans mor var född här.